# Notoplites cymbalicus
Notoplites cymbalicus är en mossdjursart som beskrevs av Jean-Loup d'Hondt 1981. Notoplites cymbalicus ingår i släktet Notoplites, och familjen Candidae. Inga underarter finns listade.